# السبعة الكبار في الموسيقى العربية
السبعة الكبار في الموسيقى العربية هو كتاب نشر عام 1987م من دار العلم للملايين وهو من تأليف فكتور سحاب، ويتكون من 352 صفحة.

## نبذة
يتناول الكتاب دراسة مفصلة عن الأعلام السبعة المعاصرة الذين وضعوا الأسس الراسخة للموسيقى العربية المعاصرة والتعبير المسرحي والتمثيلي والسينمائي لتلك الموسيقى.

## الأعلام السبعة في الكتاب
- سيد درويش
- محمد القصبجي
- محمد عبد الوهاب
- رياض السنباطي
- أم كلثوم
- زكريا أحمد
- أسمهان